# Эррера, Андер
А́ндер Эрре́ра Агуэ́ра (исп. Ander Herrera Agüera, испанское произношение: [ˈandeɾ eˈreɾa aˈɣweɾa]; родился 14 августа 1989, Бильбао) — испанский футболист баскского происхождения, центральный полузащитник клуба «Бока Хуниорс».
Начал карьеру в клубе «Реал Сарагоса». В 2011 году перешёл в «Атлетик Бильбао», за который выступал на протяжении трёх сезонов. В 2014 году перешёл в английский «Манчестер Юнайтед» за €36 млн. В 2019 году на правах свободного агента перешёл в «Пари Сен-Жермен».
В составе молодёжных сборных Испании выигрывал Средиземноморские игры и молодёжный чемпионат Европы.

## Клубная карьера

### «Реал Сарагоса»
На молодёжном уровне Эррера играл за команды колледжа Хесус-Мария Эль-Сальвадор, «Амистад» и «Сарагосу», в 2001 году стал чемпионом Испании по футболу 7х7, в 2005 году — чемпионом Испании среди юношей.
В 2008 году перешёл в резервную команду «Сарагосы». В 2009 стал игроком основной команды.
В чемпионате Испании дебютировал 29 августа 2009 года в матче первого тура против «Тенерифе», выйдя на замену на 71-й минуте вместо Джермейна Пеннанта. Свой первый гол в высшем дивизионе испанского чемпионата забил 6 декабря в ворота «Мальорки». Всего в сезоне 2009/10 Эррера сыграл 30 матчей, забив 2 гола. В следующем сезоне Андер провёл в чемпионате 33 матча и также забил 2 мяча.
В конце 2014 года Андер был назван в числе 40 подозреваемых по делу об участии в договорном матче между клубами «Реал Сарагоса» и «Леванте», который состоялся в мае 2011 года. Также по данному делу проходят Хавьер Агирре, бывший главным тренером «Сарагосы», и Габи. Эррера и капитан «Атлетико» Габи были вызваны в суд города Валенсии для дачи показаний по делу, суд был изначально назначен на 5 марта 2015 года, однако впоследствии его перенесли на период после окончания футбольного сезона.

### «Атлетик Бильбао»
Летом 2011 года «Атлетик» приобрёл игрока за 7 500 000 евро, а первые 4 000 000 были заплачены в январе. Дебют Эрреры за «Атлетик» состоялся 18 августа 2011 года в матче Лиги Европы с «Трабзонспором».
Отыграл за «Атлетик» три сезона, проведя 128 матчей и забив 11 голов.
В конце августа 2013 года «Атлетик» отклонил предложение английского клуба «Манчестер Юнайтед» о трансфере Эрреры за 25 млн фунтов.

### «Манчестер Юнайтед»
26 июня 2014 года «Атлетик» вновь отклонил предложение «Манчестер Юнайтед» о продаже игрока, на этот раз сумма составила 29 млн фунтов. В тот же день испанский клуб сообщил о выкупе игроком своего контракта, а «Манчестер Юнайтед» объявил о подписании контракта с футболистом. Эррера согласовал с «Юнайтед» четырёхлетний контракт.
16 августа 2014 года дебютировал за «Манчестер Юнайтед» в официальной игре в матче первого тура Премьер-лиги против «Суонси Сити». 14 сентября в матче против «Куинз Парк Рейнджерс» забил свой первый гол за «Юнайтед», а также отдал голевую передачу на Уэйна Руни. 4 января 2015 года забил гол в своём дебютном матче в Кубке Англии в ворота «Йовил Таун». 4 апреля 2015 года забил два гола в ворота «Астон Виллы» — это был первый «дубль» Андера в его профессиональной карьере.
12 сентября 2015 года в матче Премьер-лиги против «Ливерпуля» заработал пенальти после фола Джо Гомеса, который сам и реализовал. Этот гол стал 10-м в карьере Эрреры за «Манчестер Юнайтед». 17 октября 2015 года в матче против «Эвертона» Эррера забил второй мяч в игре, а во втором тайме отдал голевую передачу на Уэйна Руни. Эррера был признан игроком матча.

### «Пари Сен-Жермен»
4 июля 2019 года Эррера подписал пятилетний контракт с «Пари Сен-Жермен» на правах свободного агента. В клубе он будет выступать под номером 21.

## Карьера в сборных
В 2009 году в составе сборной Испании до 20 лет выиграл Средиземноморские игры 2009. Позднее в том же году принял участие в молодёжном чемпионате мира в Египте. На турнире он сыграл четыре матча и забил 2 гола. Испания на том турнире вылетела в 1/8 финала после поражения от Италии со счётом 1:3.
На молодёжном чемпионате Европы в 2011 году Андер принял участие во всех матчах своей команды. Один гол он забил в ворота Англии в первом матче, второй раз Эррера поразил ворота в финале, забив гол швейцарцам. Испанцы стали чемпионами этого турнира.
В 2012 году в составе сборной Испании до 23 лет сыграл на летних Олимпийских играх в Лондоне.
В октябре 2016 года был впервые вызван в основную сборную Испании.

## Стиль игры
Андер Эррера является представителем класса полузащитников от «штрафной до штрафной», также обладающий способностями по персональной опеке соперника на поле.

## Достижения

### Командные достижения

#### Клубные
«Атлетик Бильбао»
- Финалист Лиги Европы: 2011/12
- Обладатель Кубка Испании: 2023/24
- Финалист Кубка Испании: 2011/12

«Манчестер Юнайтед»
- Обладатель Кубка Англии: 2015/16
- Обладатель Кубка Футбольной лиги: 2016/17
- Обладатель Суперкубка Англии: 2016
- Победитель Лиги Европы: 2016/17

Итого: 4 трофея
«Пари Сен-Жермен»
- Чемпион Франции (2): 2019/20, 2021/22
- Обладатель Кубка Франции (2): 2019/20, 2020/21
- Обладатель Суперкубка Франции (2): 2019, 2020

Итого: 6 трофеев

#### В сборной
Испания (до 20)
- Чемпион Средиземноморских игр: 2009

Испания (до 21)
- Чемпион Европы: 2011

### Личные достижения
- Член «команды турнира» на чемпионате Европы для игроков до 21 года: 2011
- Обладатель приза сэра Мэтта Басби лучшему игроку «Манчестер Юнайтед» в сезоне: 2016/17

## Статистика выступлений
| Клуб              | Сезон            | Лига | Лига | Кубок страны | Кубок страны | Кубок лиги | Кубок лиги | Еврокубки | Еврокубки | Прочие | Прочие | Итого | Итого |
| Клуб              | Сезон            | Игры | Голы | Игры         | Голы         | Игры       | Голы       | Игры      | Голы      | Игры   | Голы   | Игры  | Голы  |
| ----------------- | ---------------- | ---- | ---- | ------------ | ------------ | ---------- | ---------- | --------- | --------- | ------ | ------ | ----- | ----- |
| Реал Сарагоса     | 2008/09          | 19   | 2    | 0            | 0            | −          | −          | −         | −         | −      | −      | 19    | 2     |
| Реал Сарагоса     | 2009/10          | 30   | 2    | 2            | 0            | −          | −          | −         | −         | −      | −      | 32    | 2     |
| Реал Сарагоса     | 2010/11          | 33   | 2    | 2            | 0            | −          | −          | −         | −         | −      | −      | 35    | 2     |
| Реал Сарагоса     | Итого            | 82   | 6    | 4            | 0            | 0          | 0          | 0         | 0         | 0      | 0      | 86    | 6     |
| Атлетик Бильбао   | 2011/12          | 32   | 1    | 9            | 2            | −          | −          | 13        | 1         | −      | −      | 54    | 4     |
| Атлетик Бильбао   | 2012/13          | 29   | 1    | 2            | 0            | −          | −          | 4         | 1         | −      | −      | 35    | 2     |
| Атлетик Бильбао   | 2013/14          | 33   | 5    | 6            | 0            | −          | −          | −         | −         | −      | −      | 39    | 5     |
| Атлетик Бильбао   | Итого            | 94   | 7    | 17           | 2            | 0          | 0          | 17        | 2         | 0      | 0      | 128   | 11    |
| Манчестер Юнайтед | 2014/15          | 26   | 6    | 5            | 2            | 0          | 0          | −         | −         | −      | −      | 31    | 8     |
| Манчестер Юнайтед | 2015/16          | 27   | 3    | 6            | 0            | 1          | 0          | 7         | 2         | −      | −      | 41    | 5     |
| Манчестер Юнайтед | 2016/17          | 31   | 1    | 3            | 0            | 6          | 1          | 9         | 0         | 1      | 0      | 50    | 2     |
| Манчестер Юнайтед | 2017/18          | 26   | 0    | 4            | 2            | 2          | 0          | 6         | 0         | 1      | 0      | 39    | 2     |
| Манчестер Юнайтед | 2018/19          | 22   | 2    | 3            | 1            | 1          | 0          | 2         | 0         | 0      | 0      | 28    | 3     |
| Манчестер Юнайтед | Итого            | 132  | 12   | 21           | 5            | 10         | 1          | 24        | 2         | 2      | 0      | 189   | 20    |
| Пари Сен-Жермен   | 2019/20          | 8    | 1    | 4            | 0            | 3          | 0          | 6         | 0         | 1      | 0      | 22    | 1     |
| Пари Сен-Жермен   | 2020/21          | 31   | 1    | 3            | 0            | 0          | 0          | 10        | 0         | 1      | 0      | 45    | 1     |
| Пари Сен-Жермен   | 2021/22          | 19   | 3    | 2            | 0            | 0          | 0          | 6         | 1         | 1      | 0      | 28    | 4     |
| Пари Сен-Жермен   | Итого            | 58   | 5    | 9            | 0            | 3          | 0          | 22        | 1         | 3      | 0      | 95    | 6     |
| Атлетик Бильбао   | 2022/23          | 17   | 0    | 3            | 0            | −          | −          | 0         | 0         | −      | −      | 20    | 0     |
| Атлетик Бильбао   | 2023/24          | 23   | 0    | 4            | 0            | −          | −          | 0         | 0         | −      | −      | 27    | 0     |
| Атлетик Бильбао   | 2024/25          | 8    | 0    | 1            | 0            | −          | −          | 5         | 0         | −      | −      | 14    | 0     |
| Атлетик Бильбао   | Итого            | 48   | 0    | 8            | 0            | 0          | 0          | 5         | 0         | 0      | 0      | 61    | 0     |
| Бока Хуниорс      | 2025             | 4    | 0    | 1            | 0            | −          | −          | 1         | 0         | −      | −      | 6     | 0     |
| Бока Хуниорс      | Итого            | 4    | 0    | 1            | 0            | 0          | 0          | 1         | 0         | 0      | 0      | 6     | 0     |
| Всего за карьеру  | Всего за карьеру | 418  | 30   | 60           | 7            | 13         | 1          | 69        | 5         | 5      | 0      | 565   | 43    |